# شاتوو
شاتوو (به لاتین: Šatov) یک منطقهٔ مسکونی در جمهوری چک است که در ناحیه زنویمو واقع شده‌است. شاتوو ۱۳٫۴۳ کیلومتر مربع مساحت و ۱٬۱۴۱ نفر جمعیت دارد و ۲۴۸ متر بالاتر از سطح دریا واقع شده‌است.